# Leslie Copeland
Pour l’article homonyme, voir Copeland.
Leslie Arthur Copeland, né le 23 avril 1988 à Tavua, est un athlète fidjien, spécialiste du lancer de javelot.
Le 17 août 2011 à Shenzhen, il porte le record national à 80,45 m, ce qui le qualifie pour les Jeux olympiques de 2012.
Il termine 13e, premier des non-qualifiés pour la finale avec 80,19 m, lors des Jeux olympiques de 2012.
Il bat son record en 2016 à Sydney avec 81,76 m, lors de sa dernière saison d’activité.